# TuS Makkabi Berlin

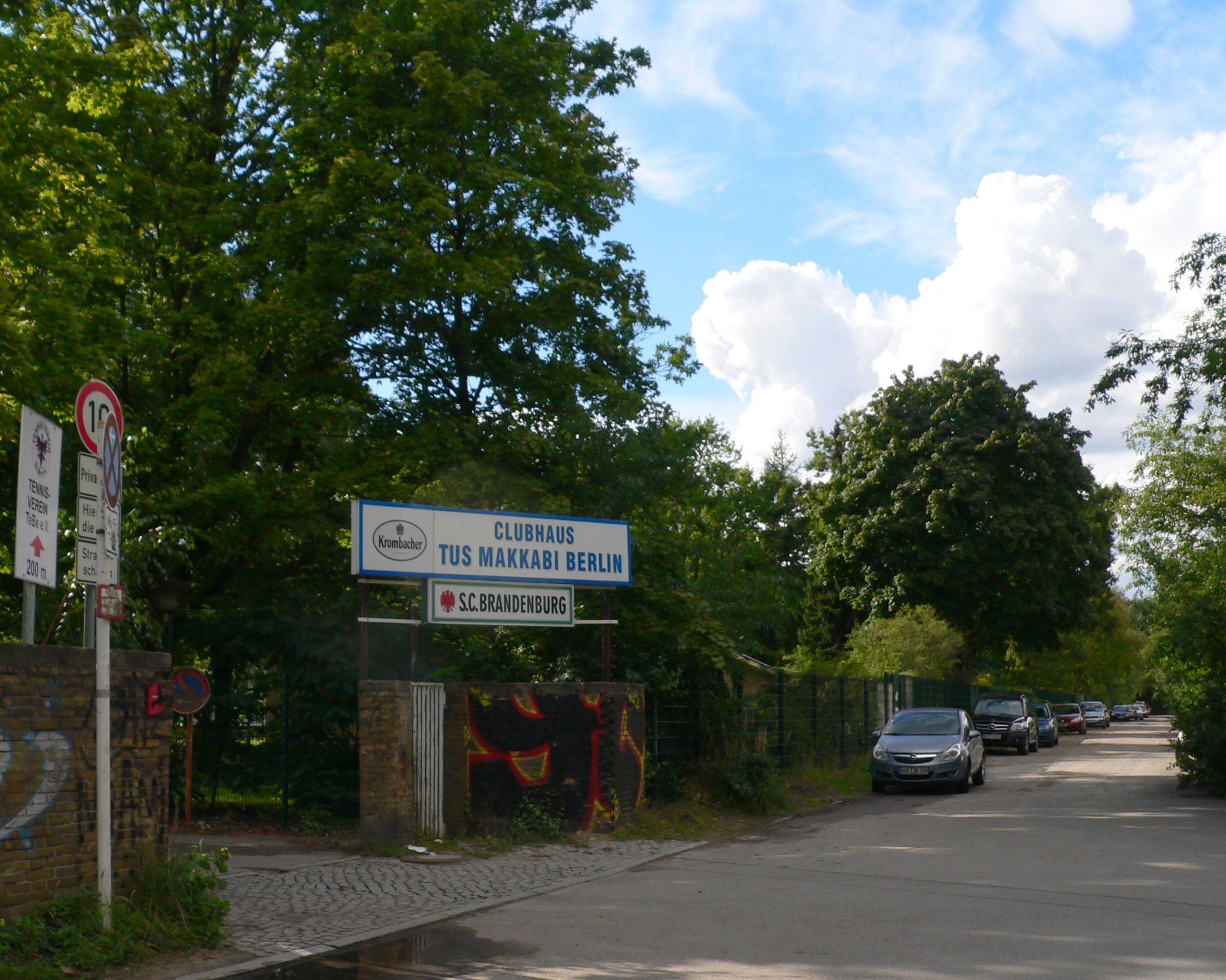
Sportpark van TuS Makkabi Berlin

TuS Makkabi Berlin is een Duitse-joodse voetbalclub uit de hoofdstad Berlijn.

## Geschiedenis
De club werd opgericht in 1970, maar beweert de opvolger te zijn van het in 1898 opgerichte Bar-Kochba Berlin. Deze club was in 1930 een van de grootste joodse organisaties in de wereld met 40.000 leden van 24 landen. In 1929 fuseerde de club met Hakoah Berlin tot Bar Kochba-Hakoah. Nadat de NSDAP aan de macht kwam in 1933 werden de Joodse teams gediscrimineerd en mochten ze niet aan reguliere competities meedoen en in 1938 werden ze helemaal verboden.
Na de oorlog doken terug enkele clubs op waaronder Bar Kochba (atletiek en gymnastiek), Hakoah (voetbal) en Makkabi (boksen). Op 26 november 1970 fuseerden deze drie tot TuS Makkabi Berlin. In de jaren zeventig en tachtig speelde de club in de derde klasse en sloot zich in 1987 bij FV Wannsee aan. Deze club speelde in derde en vierde klasse alvorens weg te zakken in de jaren negentig. In 1997 begon Makkabi opnieuw met een voetbalafdeling. In 2012 promoveerde de club naar de Berlin-Liga. In 2014 degradeerde de club. Na twee seizoenen kon de club terugkeren. 